# Scopula monotropa
Scopula monotropa là một loài bướm đêm trong họ Geometridae.